# Erythrina mulungu
 (avril 2024).
La mise en forme du texte ne suit pas les recommandations de Wikipédia : il faut le « wikifier ».
Les points d'amélioration suivants sont les cas les plus fréquents :
- Les titres sont pré-formatés par le logiciel. Ils ne sont ni en capitales, ni en gras.
- Le texte ne doit pas être écrit en capitales (les noms de famille non plus), ni en gras, ni en italique, ni en « petit »…
- Le gras n'est utilisé que pour surligner le titre de l'article dans l'introduction, une seule fois.
- L'italique est rarement utilisé : mots en langue étrangère, titres d'œuvres, noms de bateaux, etc.
- Les citations ne sont pas en italique mais en corps de texte normal. Elles sont entourées par des guillemets français : « et ».
- Les listes à puces sont à éviter, des paragraphes rédigés étant largement préférés. Les tableaux sont à réserver à la présentation de données structurées (résultats, etc.).
- Les appels de note de bas de page (petits chiffres en exposant, introduits par l'outil «  Source ») sont à placer entre la fin de phrase et le point final[comme ça].
- Les liens internes (vers d'autres articles de Wikipédia) sont à choisir avec parcimonie. Créez des liens vers des articles approfondissant le sujet. Les termes génériques sans rapport avec le sujet sont à éviter, ainsi que les répétitions de liens vers un même terme.
- Les liens externes sont à placer uniquement dans une section « Liens externes », à la fin de l'article. Ces liens sont à choisir avec parcimonie suivant les règles définies. Si un lien sert de source à l'article, son insertion dans le texte est à faire par les notes de bas de page.
- La présentation des références doit suivre les conventions bibliographiques. Il est recommandé d'utiliser les modèles {{Ouvrage}}, {{Chapitre}}, {{Article}}, {{Lien web}} et/ou {{Bibliographie}}. Le mode d'édition visuel peut mettre en forme automatiquement les références.
- Insérer une infobox (cadre d'informations à droite) n'est pas obligatoire pour parachever la mise en page.

Pour une aide détaillée, merci de consulter Aide:Wikification.
Si vous pensez que ces points ont été résolus, vous pouvez retirer ce bandeau et améliorer la mise en forme d'un autre article.
Pour les articles homonymes, voir Mulungu.
Espèce
Erythrina mulungu, le Mulungu, est une espèce de plantes à fleurs de la famille des Fabaceae. C'est un arbre originaire d'Amérique du Sud, principalement du Brésil. Il est utilisé traditionnellement dans la médecine populaire amazonienne pour ses propriétés médicinales.
Le mulungu est relativement méconnu notamment Europe. Pourtant, il présente des propriétés prometteuses, particulièrement dans le traitement de l'anxiété, des spasmes et des convulsions. Il pourrait ainsi offrir une alternative aux benzodiazépines, aux barbituriques et aux anticonvulsivants conventionnels. Cette plante pourrait ainsi représenter une option thérapeutique naturelle et potentiellement efficace pour ceux qui recherchent des traitements alternatifs ou complémentaires aux médicaments synthétiques traditionnels.

## Description

### Apparence générale
Le mulungu est un arbre à feuilles caduques qui peut atteindre jusqu'à vingt mètres de hauteur. Il a une apparence distincte avec un tronc droit et robuste, souvent de couleur grise ou brun clair, et une écorce lisse qui peut devenir rugueuse avec l'âge. Les branches sont étalées et portent des feuilles vertes et brillantes.

### Feuilles
Les feuilles du mulungu sont alternes, composées de trois folioles, ce qui signifie qu'elles sont divisées en trois parties distinctes. Chaque foliole est ovale à oblongue, avec une pointe à l'extrémité et une texture légèrement coriace. Les feuilles sont généralement de couleur vert vif lorsqu'elles sont jeunes, puis deviennent plus foncées avec l'âge.

### Fleurs
Les fleurs du mulungu sont très distinctives et attrayantes. Elles sont regroupées en grappes denses de couleur rouge vif à l'extrémité des branches. Chaque fleur a cinq pétales et un ensemble d'étamines longues qui dépassent de la fleur. La floraison se produit généralement au printemps ou en été, selon les conditions climatiques locales.

### Fruits
Les fruits du mulungu sont des gousses oblongues et pendantes, qui mesurent généralement de 10 à 20 cm de longueur. Les gousses contiennent des graines ovales de couleur brune à noire. Elles restent sur l'arbre pendant une grande partie de l'année avant de mûrir et de se fendre pour libérer les graines à l'automne.

## Composition
L'extrait de mulungu est riche en alcaloïdes tétrahydroisoquinoléines, notamment l'érythravine et le (+)-11α-hydroxy-érythravine, qui sont responsables de ses effets pharmacologiques. Ces composés agissent comme des agonistes des récepteurs GABA-A et sérotoninergiques, conférant à la plante des propriétés sédatives, anxiolytiques et anticonvulsivantes. En particulier, le (+)-11α-hydroxy-érythravine montre un potentiel pour le traitement des crises d'épilepsie. Ces découvertes soulignent le potentiel du mulungu en tant que source de nouveaux médicaments pour le traitement des troubles du sommeil, de l'anxiété et des convulsions.

## Phytothérapie
Traditionnellement, l'écorce de mulungu est utilisée pour ses effets sédatifs, anxiolytiques, hypotenseurs, spasmolytiques et anticonvulsivants.
En phytothérapie, le mulungu est notamment étudié pour ses possibles bienfaits dans le traitement de l'hypertension et des spasmes musculaires.

## Systématique
Le nom correct complet (avec auteur) de ce taxon est Erythrina mulungu Mart. ex Benth..
Erythrina mulungu a pour synonymes :
- Corallodendron mulungu (Mart. ex Benth.) Kuntze
- Erythrina chacoensis Speg.
- Erythrina dominguezii Hassl.